# Gyrano Kerk
Gyrano Kerk (Amsterdam, 2 dicembre 1995) è un calciatore olandese naturalizzato surinamese, attaccante dell'Anversa e della nazionale surinamese.

## Biografia
Nato nei Paesi Bassi, ha origini surinamesi.

## Caratteristiche tecniche
Di corporatura brevilinea, predilige giocare da ala destra, ma può essere schierato anche come punta centrale. Occasionalmente ha giocato anche da ala sinistra e da trequartista.

## Carriera

### Club
Nato ad Amsterdam, ma di origini surinamesi, ha il doppio passaporto e potrebbe optare sia per la nazionale del Suriname, sia per quella olandese.
Dopo alcune esperienze in squadre giovanili amatoriali dell'Olanda Settentrionale (Haarlem, DWS e AVV Zeeburgia), nel 2012 venne acquistato dall'Utrecht. 
Due anni dopo, il 22 gennaio 2014, fece il suo debutto in prima squadra sostituendo Adam Sarota all'81º minuto, in trasferta contro il N.E.C. nei quarti di finale di Coppa d'Olanda terminata 1-0 per i padroni di casa. La stagione successiva, seppur sempre nella squadra Under 21, debuttò il 17 agosto in Eredivisie, contro il Willem II e una settimana dopo contro i Go Ahead Eagles segnò il suo primo gol, unica marcatura in 4 presenze.
Nel 2015 venne mandato a farsi le ossa in prestito all'Helmond Sport, in Eerste Divisie, la seconda divisione olandese, dove collezionò 34 presenze e andò a segno per ben 7 volte.
Nel 2016 tornò a Utrecht e si alternò tra la prima squadra in Eredivisie e la squadra riserve, il Jong Utrecht in Eerste Divisie. Con quest'ultima disputò 12 presenze e mette a segno 7 reti, che gli valsero l'inserimento da febbraio in poi in pianta stabile nella prima squadra allenata da Erik ten Hag concludendo con 15 presenze e 3 reti, aiutando i biancorossi al raggiungimento del quarto posto e alla vittoria del play-off per la qualificazione in Europa League: in quest'ultimo segnò il gol decisivo del 3-0 contro l'AZ Alkmaar per portare la sua squadra ai rigori dopo la sconfitta per 3-0 dell'andata.
Dal 2017 è stato inserito in pianta stabile nella prima squadra dell'Utrecht e il 17 luglio esordì anche nelle competizioni europee, nell'andata del secondo turno preliminare contro il Valletta e andando a segno per la prima volta nel ritorno del terzo turno preliminare contro il Lech Poznań. Stabilmente titolare, complessivamente ha messo insieme 175 presenze ed è andato a segno 42 volte con l’Utrecht.
Nell’estate del 2021 viene ceduto alla Lokomotiv Mosca per 6 milioni di euro.
Il 21 gennaio 2023 viene annunciata la sua cessione in prestito all'Anversa, finalizzata poi sette giorni dopo.
A fine prestito fa ritorno alla Lokomotiv, con cui rescinde il contratto il 4 luglio 2024.

### Nazionale
Nel maggio del 2024 viene convocato per la prima volta dal Suriname, nazionale delle sue origini, con cui esordisce il 5 giugno seguente nel successo per 4-1 contro Saint Vincent e Grenadine.
Il 21 marzo 2025 realizza la sua prima rete per la selezione surinamese decidendo la sfida vinta contro la Martinica (1-0).
Nel 2025 ha partecipato alla CONCACAF Gold Cup.

## Statistiche

### Presenze e reti nei club
Statistiche aggiornate al 23 marzo 2023
| Stagione               | Squadra                | Campionato             | Campionato | Campionato | Coppe nazionali | Coppe nazionali | Coppe nazionali | Coppe continentali | Coppe continentali | Coppe continentali | Altre coppe | Altre coppe | Altre coppe | Totale | Totale |
| Stagione               | Squadra                | Comp                   | Pres       | Reti       | Comp            | Pres            | Reti            | Comp               | Pres               | Reti               | Comp        | Pres        | Reti        | Pres   | Reti   |
| ---------------------- | ---------------------- | ---------------------- | ---------- | ---------- | --------------- | --------------- | --------------- | ------------------ | ------------------ | ------------------ | ----------- | ----------- | ----------- | ------ | ------ |
| 2013-2014              | Utrecht                | E                      | -          | -          | CO              | 1               | 0               | -                  | -                  | -                  | -           | -           | -           | 1      | 0      |
| 2014-2015              | Utrecht                | E                      | 4          | 1          | -               | -               | -               | -                  | -                  | -                  | -           | -           | -           | 4      | 1      |
| 2015-2016              | Helmond Sport          | ED                     | 34         | 7          | CO              | 2               | 0               | -                  | -                  | -                  | -           | -           | -           | 36     | 7      |
| 2016-2017              | Jong Utrecht           | ED                     | 12         | 7          | -               | -               | -               | -                  | -                  | -                  | -           | -           | -           | 12     | 7      |
| 2016-2017              | Utrecht                | E                      | 15+3       | 3+1        | CO              | 1               | 0               | -                  | -                  | -                  | -           | -           | -           | 19     | 4      |
| 2017-2018              | Utrecht                | E                      | 30+4       | 6+0        | CO              | 1               | 1               | UEL                | 6                  | 1                  | -           | -           | -           | 41     | 8      |
| 2018-2019              | Utrecht                | E                      | 33+4       | 8+0        | CO              | 3               | 1               | -                  | -                  | -                  | -           | -           | -           | 40     | 9      |
| 2019-2020              | Utrecht                | E                      | 24         | 10         | CO              | 4               | 0               | UEL                | 2                  | 1                  | -           | -           | -           | 30     | 11     |
| 2020-2021              | Utrecht                | E                      | 34+2       | 8+0        | CO              | 2               | 1               | -                  | -                  | -                  | -           | -           | -           | 38     | 9      |
| 2021-2022              | Utrecht                | E                      | 2          | 0          | CO              | 0               | 0               | -                  | -                  | -                  | -           | -           | -           | 2      | 0      |
| Totale Utrecht         | Totale Utrecht         | Totale Utrecht         | 142+13     | 36+1       |                 | 12              | 3               |                    | 8                  | 2                  |             | -           | -           | 175    | 42     |
| 2021-2022              | Lokomotiv Mosca        | PL                     | 23         | 5          | KR              | 1               | 0               | UEL                | 4                  | 0                  | SR          | 0           | 0           | 28     | 5      |
| 2022-gen. 2023         | Lokomotiv Mosca        | PL                     | 17         | 2          | KR              | 6               | 1               | -                  | -                  | -                  | -           | -           | -           | 23     | 3      |
| Totale Lokomotiv Mosca | Totale Lokomotiv Mosca | Totale Lokomotiv Mosca | 40         | 7          |                 | 7               | 1               |                    | 4                  | 0                  |             | -           | -           | 51     | 8      |
| gen.-giu. 2023         | Anversa                | PL                     | 11         | 4          | CB              | 2               | 0               | -                  | -                  | -                  | -           | -           | -           | 13     | 4      |
| Totale carriera        | Totale carriera        | Totale carriera        | 252        | 62         |                 | 23              | 4               |                    | 12                 | 2                  |             | -           | -           | 287    | 68     |

## Palmarès

### Club

#### Competizioni nazionali
- Coppa del Belgio: 1

Anversa: 2022-2023
- Campionato belga: 1

Anversa: 2022-2023
- Supercoppa del Belgio: 1

Anversa: 2023